# Juliane Wirtz
Juliane Wirtz (* 22. August 2001) ist eine deutsche Fußballspielerin. Sie spielt seit Sommer 2023 für den SV Werder Bremen.

## Karriere

### Vereine
Wirtz begann das Fußballspielen bei Grün-Weiß Brauweiler und wechselte 2011 in die Jugend des 1. FC Köln. Ab Ende Mai 2016 kam sie für die B-Juniorinnen in der Bundesliga West/Südwest zum Einsatz und wurde sowohl 2016/17 als auch in der Folgesaison Staffelsiegerin. Im Jahr 2018 erreichte sie mit der Mannschaft das Finale um die Deutsche Meisterschaft, wo man dem VfL Wolfsburg jedoch mit 1:4 unterlag. Am 18. Februar 2018 (12. Spieltag) feierte sie zudem ihr Debüt in der Frauen-Bundesliga, als sie bei der 0:3-Heimniederlage gegen den 1. FFC Frankfurt in der 81. Minute für Kristina Hild in die Partie kam. 
Im Sommer 2018 unterschrieb sie einen Zweijahresvertrag beim Bundesligaaufsteiger Bayer 04 Leverkusen. Dessen Laufzeit wurde im April 2022 bis Sommer 2024 verlängert.
Zur Saison 2023/24 wechselte sie zum Ligakonkurrenten SV Werder Bremen.

### Nationalmannschaft
Wirtz gab am 28. Oktober 2015 beim 5:1-Erfolg der U15-Nationalmannschaft gegen Schottland ihr Debüt im Nationaltrikot. Nach fünf Einsätzen für die U16-Nationalmannschaft gehörte sie ab Ende 2017 zum erweiterten Kader der U17-Nationalmannschaft, für die sie insgesamt drei Spiele bestritt und am 17. Januar 2018 beim 3:2-Sieg gegen die U17-Nationalmannschaft Englands mit dem Treffer zum Endstand ihr bisher einziges Länderspieltor erzielte. Mit der U19-Nationalmannschaft nahm sie 2019 an der Jahrgangseuropameisterschaft in Schottland teil, kam im beim 5:0-Sieg im Gruppenspiel gegen die U19-Nationalmannschaft Belgiens zu einem Turniereinsatz und wurde nach einer 1:2-Finalniederlage gegen die U19-Nationalmannschaft Frankreichs Vizeeuropameister.

## Erfolge
Nationalmannschaft
- Finalistin der U19-Europameisterschaft 2019

1. FC Köln
- Deutsche B-Juniorinnen-Vizemeisterin 2017/18

Werder Bremen
- DFB-Pokal-Finalistin: 2024/25

## Sonstiges
Julianes jüngerer Bruder Florian ist ebenfalls im Profifußball aktiv und hat genau wie sie für Grün-Weiß Brauweiler und den 1. FC Köln und Bayer 04 Leverkusen gespielt, bevor er zum FC Liverpool wechselte.